# Řád Petrovićů-Njegošů

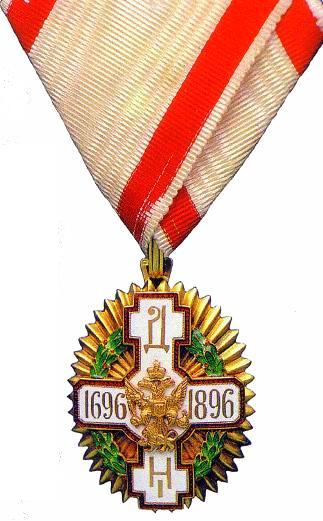
Řád Petrovićů-Njegošů

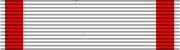
Stuha řádu

Řád Petrovićů-Njegošů (černohorsky: Орден Петровић-Његош, Orden Petrović-Njegoš) je nejvyšším dynastickým státním vyznamenáním bývalého Černohorského království a knížectví, v současnosti vyznamenání soukromé.

## Původ řádu
Řád založil v roce 1896 ku příležitosti dvoustého výročí vlády dynastie Petrovićů-Njegošů černohorský kníže Nikola I. Petrović-Njegoš, který zapojil zemi do systému evropské politiky. K tomu mu pomohly sympatie, které si Černá Hora získala a také jeho sňatková politika (své potomky provdal do Ruska, Srbska či Itálie).

## Insignie
Řád se skládá z jediné třídy. Odznak tvoří pozlacený červeně lemovaný bílý smaltovaný kříž na paprsčité zlaté oválné gloriole s tmavě zeleným vavřínovým věncem. Středu kříže dominuje dvouhlavý černohorský orel (znak dynastie) z 20 karátového zlata a pod ní stojí pozlacený královský lev.
Horní rameno smaltovaného kříže zdobí červený monogram „Д“ (Данило II, Danilo I.) a rameno dolní „НI" (Никола І, Nikola I.) a na vodorovných ramenech jsou umístěny letopočty 1696 (levé) a 1896 (pravé).

## Udělování řádu
Řád Petrovićů-Njegošů je mimořádně vzácným oceněním. Udělovat toto ocenění smí pouze jeho velmistr, kterým je v současnosti korunní princ Nikola II. Petrović-Njegoš. Je udělován především členům černohorské královské rodiny. Nejvěrnějším přátelům královské rodiny je řád propůjčován a po jejich smrti se navrací zpátky ke korunnímu princi.
Řád je od roku 1987 vyráběn černohorsko-srbským královským zlatníkem a sochařem Petrem Lubardou, nejnovější byl vyroben v roce 2006 a udělen v roce 2011 princezně Mileně Petrović-Njegoš.

## Současní členové řádu

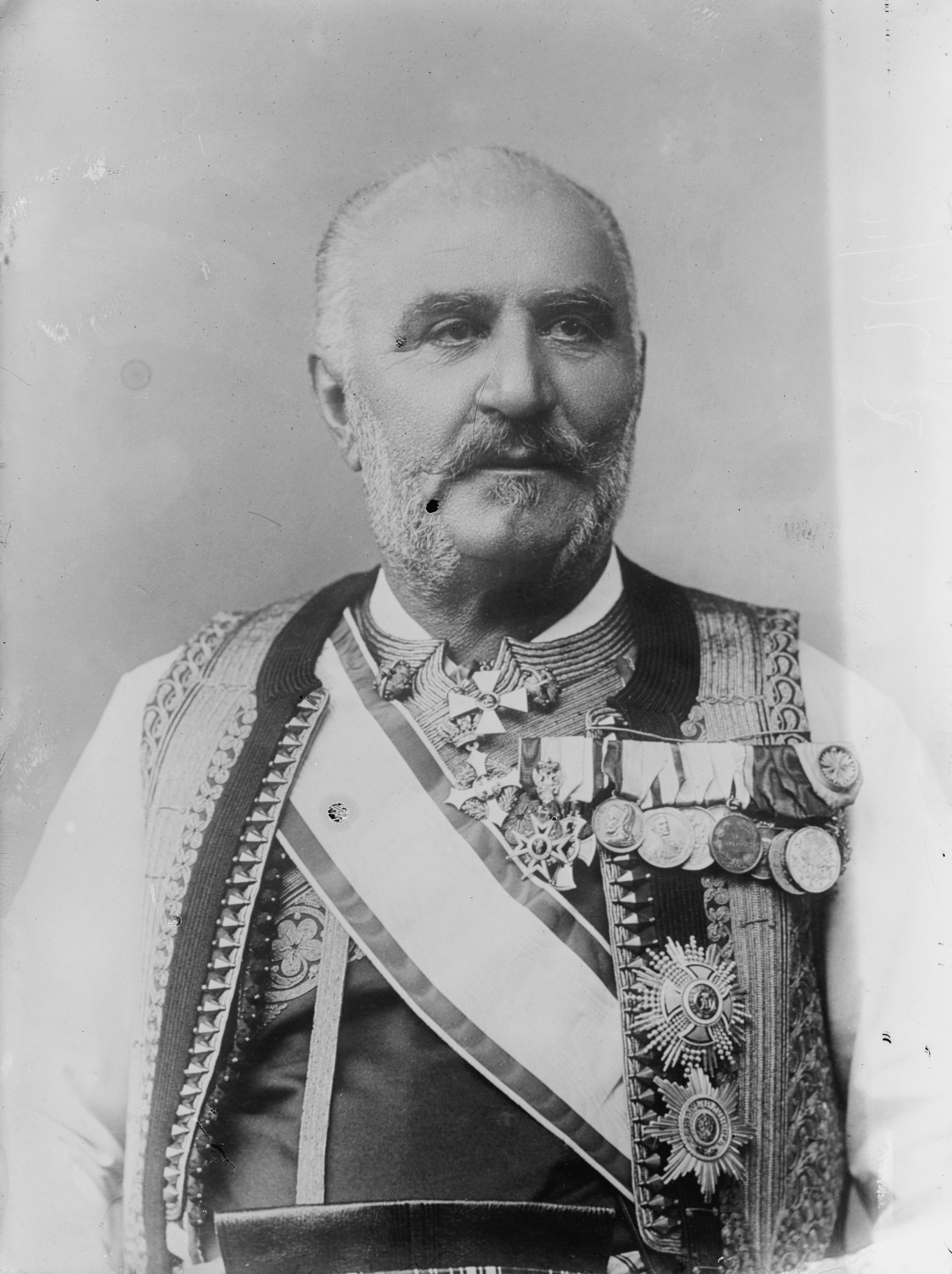
Nikola I. Petrović-Njegoš, zakladatel řádu

- Nikola II. Petrović-Njegoš, korunní princ černohorský (velmistr)
- Boris Petrović-Njegoš, dědičný princ černohorský (vice-velmistr)
- Jovan Gvozdenović(kancléř)
- Véronique Haillot Canas da Silva, dědičná princezna černohorská
- Altinaї Petrović-Njegoš, princezna černohorská
- Milena Petrović-Njegoš, princezna černohorská
- Mikuláš Romanov, kníže ruský
- Dmitrij Romanov, kníže ruský
- Viktor Emanuel Savojský, princ neapolský
- Emanuel Filibert Savojský, princ benátský a piemontský